# کروپیونه ستاره
کروپیونه ستاره (به لهستانی:  Kropiwne Stare) یک روستا در لهستان است که در گمینا سوواوکی واقع شده‌است.